# Excelsior (Minnesota)
Excelsior – miasto w Stanach Zjednoczonych, w stanie Minnesota, w hrabstwie Hennepin.